# Günter Ranft
Günter Ranft (* 15. Juli 1901 in Eisenberg; † 23. März 1945 in Bladiau/Ostpreußen) war ein deutscher Bühnenbildner, Kirchenmaler, Leiter einer Maler-Arbeits-Gemeinschaft zur Renovierung von Kirchen und Mitarbeiter des Kunstdienstes der evangelischen Kirche. Bei der Präsentation der Werke der „Entarteten Kunst“ vermochte er es, zahlreiche Gemälde und Graphiken beiseitezuschaffen und sie vor der Vernichtung durch den NS-Staat zu retten.

## Leben und Wirken
Ranft war der Sohn des evangelischen Pfarrers Adolf Ranft und seiner Ehefrau Margarete geb. Oettel. Nach dem Erlangen der Hochschulreife studierte er bei Paul Horst-Schulze an der Leipziger Akademie, bei Kandinski und Klee am Weimarer Bauhaus sowie bei Karl Hofer und als Meisterschüler beim Bühnengestalter César Klein an der Berliner Akademie der Künste. Zu dieser Zeit arbeitete er auch bereits als Bühnenbildner am Reußischen Theater von Gera.
Danach spezialisierte er sich auf Kirchenmalerei und unterhielt seit Ende der 1920er Jahre in der Riemeisterstraße 162 in Berlin-Zehlendorf das Atelier Günter Ranft, das zugleich Sitz der von ihm gegründeten und geleiteten Maler-Arbeits-Gemeinschaft (MAG) wurde. Neben den Malerkollegen Schuh und Tack trat der Gemeinschaft auch Dorothy Dadd bei, die englische Schülerin des Malers Paul Klee, die Ranft 1931 heiratete.
Zu den Kirchen, die von der MAG restauriert und ausgemalt wurden, gehörten Sankt Silvestri in Wernigerode, die neue Diakonissenkirche in Dresden-Nord und die Anstaltskirche der Diakonissenanstalt Bethesda in Radebeul. Einige weitere Arbeiten von Ranft sind in den Dorfkirchen von Berlin-Lichterfelde und Kaltensundheim in der Rhön zu sehen.
Als die MAG bei der Ausgestaltung des U-Bahnhofs und des Kirchenneubaus Onkel-Tom-Straße in Berlin-Zehlendorf tätig wurde, sind der evangelische Kunstdienst und andere Kirchenkunstpolitiker und Theologen auf ihn aufmerksam geworden. Zwischen 1938 und 1943 war er als Expedient bei der Verwertung von Kunstwerken der Aktion Entartete Kunst tätig; es gelang ihm, zahlreiche Kunstwerke, die von den NS-Behörden zur Vernichtung vorgesehen waren, zu verstecken oder auf geheimen Wegen aus dem Land zu bringen – was seine größte Lebensleistung sein dürfte.
Dagegen fand die posthume Ausstellung des 1945 als Wehrmachtssoldat in Ostpreußen ums Leben gekommenen Künstlers, die seine Familie 1955 im Marburger Universitäts-Museum organisiert hatte, kaum eine öffentliche Würdigung.
Aus der Ehe mit Dorothy Dadd entsprangen vier Kinder. Als die Mutter mit den Kindern in Berlin ausgebombt wurde – Ehemann Günter war seit 1943 Soldat – zogen sie zunächst nach Dresden. Auch dort verloren sie durch den Bombenkrieg wieder ihre Wohnung, und so flohen sie zunächst nach Eisenberg, gingen aber nach Kriegsende zurück nach Berlin. Im Jahre 1947 zog Dorothy in ihre Heimat England, wo sie als Zeichenlehrerin und später als Kunsthistorikerin wirkte – geehrt von der Königin-Mutter. Bereits 1947 hatte sie einen Teil der von Günter versteckten Kunstwerke in ihre alte neue Heimat mitgenommen. Später folgten weitere Transporte mit geretteten Bildern.

## Veröffentlichungen
- Beratung bei Kirchenausmalung, in: „Die Dorfkirche“, 1932, S. 76f.
- Das Wahrzeichen, in: „Die neue Saat“, 5, 1938, S. 151–153.
- Licht und Farbe im erneuerten Kirchenraum, in: „Kunst und Kirche“ 4, 1938.